# 오가와라정
오가와라정(일본어: 大河原町 오가와라마치[*])은 일본 미야기현 시바타군의 정이다.
시로이시 강둑의 벚꽃으로 유명하며 이곳은 일본 벚꽃 명소 100선으로 선정되어 있다. 관광 이외에도 광역 행정 기관이 갖추어진 센난 지역의 행정 중심지이기도 하다. 또한 국도 4호선과 접하며 이 도로변을 중심으로 센난의 중심지로 발전하고 있다. 또한 센다이 방면으로의 주택지화가 진행되고 있다.

## 지리
정의 중심부를 시로이시강이 흐른다.
오가와라정은 지리적으로 시바타정·시로이시시·가쿠다시·무라타정에서 오는 사람과 차의 흐름이 만나는 위치에 있어 미야기현 남부의 교통 요충지라고 할 수 있다. 이 때문에 정내의 국도 4호선 우회도로변에는 중소 점포가 밀집해 미야기현 남부에서 가장 규모가 큰 상업지구가 되었다.

## 역사
번정 시대에 오가와라촌, 오야마다촌, 후쿠다촌, 오야촌 등이 성립했고 오슈 가도 가의 오가와라촌에는 역참 마을이 형성되어 있었다.
- 1889년 4월 1일 - 오가와라촌, 오야마다촌, 후쿠다촌, 오야촌이 합병해 오가와라정이 성립하였다.
- 1956년 9월 30일 - 오가와라정이 가나가세촌과 합병해 현행 오가와라정이 성립하였다.

## 인구
| 연도 | 인구   | ±%     |
| ---- | ------ | ------ |
| 1920 | 8,536  | —      |
| 1930 | 9,957  | +16.6% |
| 1940 | 10,642 | +6.9%  |
| 1950 | 15,656 | +47.1% |
| 1960 | 15,279 | −2.4%  |
| 1970 | 16,033 | +4.9%  |
| 1980 | 19,332 | +20.6% |
| 1990 | 20,901 | +8.1%  |
| 2000 | 22,767 | +8.9%  |
| 2010 | 23,530 | +3.4%  |

## 교통

### 철도
- 동일본 여객철도 도호쿠 본선

### 도로
- 국도 4호선